# Glena uncata
Glena uncata là một loài bướm đêm trong họ Geometridae.